# Evangelische Kirche Witzhelden

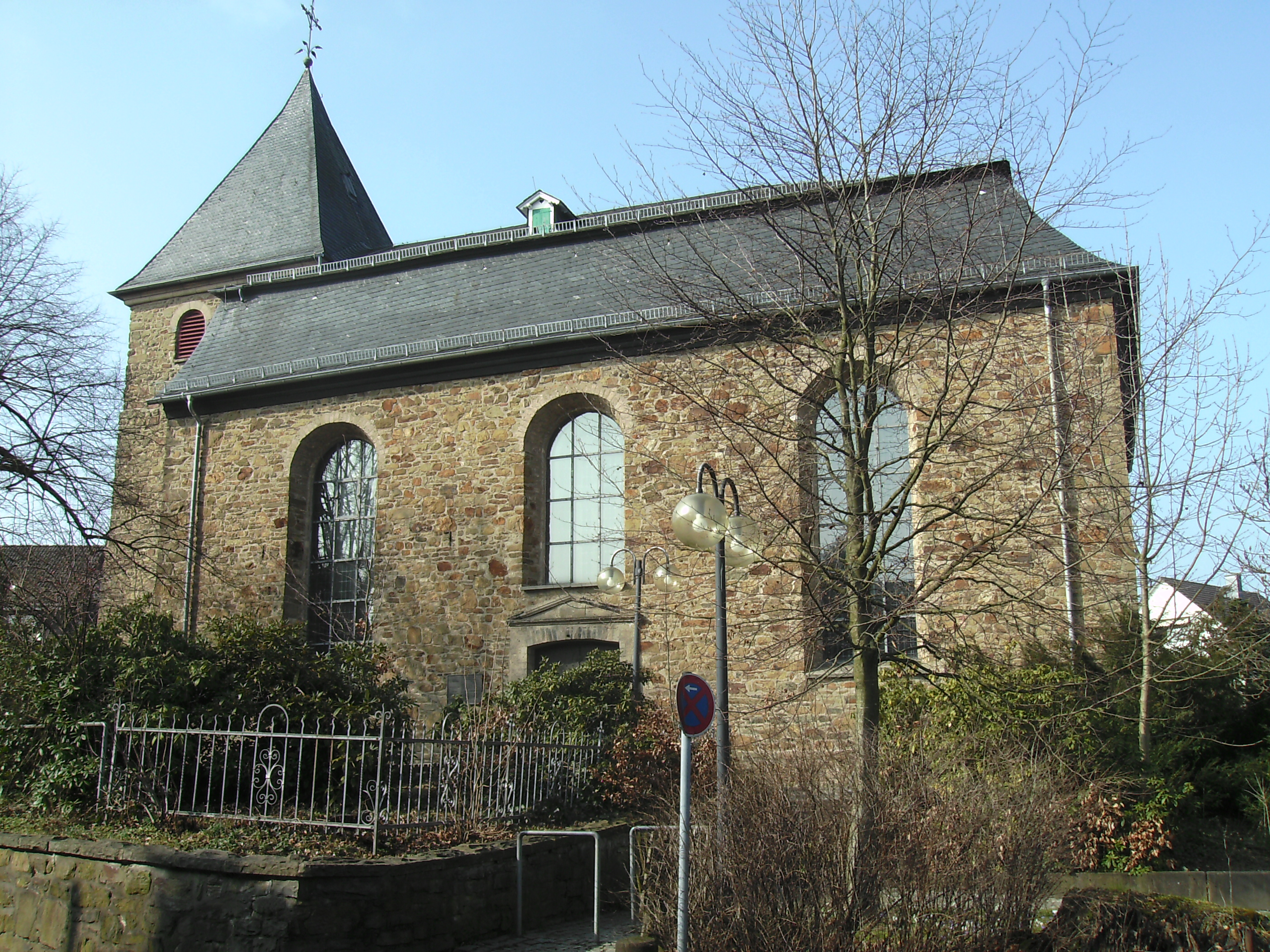
Der Alte vom Berge, März 2012

Die Evangelische Kirche Witzhelden ist ein Kirchengebäude im Leichlinger Stadtteil Witzhelden. Die Kirchengemeinde Witzhelden gehört zum Kirchenkreis Leverkusen der Evangelischen Kirche im Rheinland.

## Geschichte
Der älteste Teil der Kirche ist der romanische Turm aus Bruchsteinmauerwerk, der im Volksmund „der Alte vom Berge“ genannt wird. Der vierstöckige ca. 20 Meter hohe Wehrturm mit Pyramidendach und einem Kreuzgratgewölbe wurde im 12. Jahrhundert an eine kleinere Saalkirche angebaut. In ihm hängen noch Kirchenglocken von 1435 und 1451; eine weitere Glocke wurde 1997 aufgehängt. Das Kirchenschiff wurde im 13. Jahrhundert durch einen größeren Bau mit zwei Seitenschiffen ersetzt. Die Kirchengemeinde nahm zwischen 1560 und 1570 die Reformation und konnte sich auch im 17. Jahrhundert während der Gegenreformation im Herzogtum Berg halten; durch den Religionsvergleich von Cölln an der Spree 1672 wurde sie dauerhaft anerkannt.
Wegen Baufälligkeit wurde die Kirche 1767 abgerissen, um eine neue im Stil des Bauernbarock zu errichten, die 1773 eingeweiht wurde. Sie hat ein Tonnengewölbe aus Holz und Emporen. Die alte Orgel wurde 1905 durch ein neues Instrument ersetzt. In den Jahren 1973–1982 wurde eine umfassende Renovierung vorgenommen.